# 미아 세라
미아 세라(Mia Sara, 1967년 6월 19일 ~ )는 미국의 배우이다.

## 출연 작품
- 타임 캅